# 天主教坦贾武尔教区
天主教坦賈武爾教區 （拉丁語：Dioecesis Taniorensis）是印度一個羅馬天主教教區，屬本地治里暨古德洛爾總教區。
教區成立於1952年11月13日，位於泰米爾納德邦東南部。2010年有教友260,800人（佔轄區總人口6.2%）、八十六個堂區、195名司鐸。現任教區主教為德瓦達斯‧盎博羅削‧馬里亞多斯。